# Južnočakavski dijalekt
Južnočakavski ili ikavski čakavski dijalekt je jedan od dijalekata čakavskog narječja.
Govori se na području južno od srednjočakavskog dijalekta, na uskom priobalnom prostoru i susjednim otocima: okolica Splita i Zadra; Korčuli, Pelješcu, Braču, Hvaru, Visu, Šolti.
Govor Splita pripada ovom dijalektu, ali se pod utjecajem doseljavanja i štokavskog razvio gradski govor Splita koji je izgubio dosta čakavskih osobina, iako dio starijeg stanovništva čuva čakavski dijalekt.
U mnogim govorima se miješaju čakavske i štokavske osobine. Pretpostavka je da se u prošlosti ovaj dijalekt prostirao dublje u unutrašnjost, a prostor mu se smanjio seobama stanovništva.
U ovom dijalektu jat je prešao u i: lip, divojka, mriža, srića, prema štok. ijekavskom lijep, djevojka, mreža, sreća.
Južnočakavski dijalekt se sastoji od tri poddijalekta, kontinentalnog, primorskog i gradišćanskog (govor južnog Gradišća ) podijalekta. 